# Elecciones municipales de 2023 en La Orotava
Las elecciones municipales de 2023 se celebraron en la ciudad de La Orotava el domingo 28 de mayo, de acuerdo con el Real Decreto de convocatoria de elecciones locales en España dispuesto el 3 de abril de 2023 y publicado en el Boletín Oficial del Estado el 4 de abril. Se eligieron los 21 concejales del pleno del Ayuntamiento de La Orotava, a través de un sistema proporcional (método d'Hondt), con listas cerradas y un umbral electoral del 5%.

## Candidaturas
| Coalición Canaria                   |
| Candidatos                          |
| 1. Francisco Eulogio Linares García |
| 2. María Delia Escobar Luis         |
| 3. Felipe David Benítez Peréz       |
| 4. Yurena Luis Díaz                 |
| 5. Narciso Antonio Peréz Hernández  |
| 6. María Belén González Rodríguez   |
| 7. José Darío Afonso Martín         |
| 8. Deisy Ramos Cabrera              |
| 9. Alexis Pacheco Luis              |
| 10. María Candelaria García Pacheco |
| 11. Luis Perera González            |
| 12. Sergio Martín Díaz              |
| 13. Carlos Rodolfo Díaz García      |
| 14. Andrea Carballo Fariña          |
| 15. María Concepción Méndez Lima    |
| 16. Daniel Sosa Luis                |
| 17. Guacimara González Díaz         |
| 18. Guayace Labrador Dóniz          |
| 19. Ana Sarai Lorenzo Dóniz         |
| 20. Alberto Salazar Abreu           |
| 21. Yanira González Martín          |
| Suplentes                           |
| 1. Maite García Armas               |
| 2. María Yamila Abderramán Labrador |
| 3. Carmelo Hernández González       |

| Nueva Canarias-Frente Amplio Canarista   |
| Candidatos                               |
| 1. Miguel López Martínez                 |
| 2. Eduardo Díaz Beautell                 |
| 3. Margarita Naike Ramos Benítez         |
| 4. Juan Manuel Lucas Martín              |
| 5. Concepción Candelaria Benítez Pérez   |
| 6. Marcos Arbelo Martín                  |
| 7. Leticia Cabrera Alonso                |
| 8. Alejandro Pérez Oliva                 |
| 9. Carlos Cardoso Henríquez              |
| 10. Áurea Lorenzo Martín                 |
| 11. Eduardo Díaz López                   |
| 12. Candelaria Martín Guanche            |
| 13. Jubal Hernández Arvelo               |
| 14. Esther Hortensia Rodríguez Hernández |
| 15. Ana María Martín Mansito             |
| 16. Andrés Reverón Tabanera              |
| 17. Inés María Martínez Brito            |
| 18. Idaira Media Martín                  |
| 19. Ian García Martínez                  |
| 20. Luz Marina Jiménez González          |
| 21. Candelaria Ramos Henríquez           |
| Suplentes                                |
| 1. Carlos Rodríguez Trujillo             |
| 2. Alba Cano Rodríguez                   |
| 3. Jonathan Sierra de León               |
| 4. María Vanesa Correa Gutiérrez         |

## Resultados
A diferencia de las elecciones municipales de 2019, en éstas se presentaron siete candidaturas en total; dos más. Sin embargo, las tres nuevas candidaturas que fueron Vox, Nueva Canarias y Podemos se quedaron sin representación en el consistorio orotavense al no superar el umbral del 5% requerido para acceder al reparto de concejalías:
| Candidatura                            | Candidatura                                  | Votos  | %                               | Escaños                         |
| -------------------------------------- | -------------------------------------------- | ------ | ------------------------------- | ------------------------------- |
|                                        | Coalición Canaria (CC)                       | 12 391 | 53,65                           | 13                              |
|                                        | Partido Socialista Obrero Español (PSOE-PSC) | 3 955  | 17,12                           | 4                               |
|                                        | Partido Popular (PP)                         | 2 751  | 11,91                           | 2                               |
|                                        | Asamblea por La Orotava                      | 2 348  | 10,16                           | 2                               |
| Vox                                    | Vox                                          | 789    | 3,41                            | 0                               |
| Nueva Canarias-Frente Amplio Canarista | Nueva Canarias-Frente Amplio Canarista       | 351    | 1,51                            | 0                               |
| Podemos                                | Podemos                                      | 246    | 1,06                            | 0                               |
| En blanco                              | En blanco                                    | 262    | 1,02                            |                                 |
| Votos válidos                          | Votos válidos                                | 23 093 | 98,6                            | 21                              |
| Votos nulos                            | Votos nulos                                  | 266    | Participación: \| \| 67,83 % \| | Participación: \| \| 67,83 % \| |
| Votantes                               | Votantes                                     | 23 359 | Participación: \| \| 67,83 % \| | Participación: \| \| 67,83 % \| |
| Electores                              | Electores                                    | 34 435 | Participación: \| \| 67,83 % \| | Participación: \| \| 67,83 % \| |
|                                        | 67,83 %                                      |        |                                 |                                 |

Los resultados se mantuvieron ciertamente estables respecto a las elecciones municipales anteriores. El único cambio a nivel representativo fue la pérdida de un concejal del PSOE que ganó el PP, principal benefactor de estos comicios. La mayoría absoluta en el Ayuntamiento está fijada en 11 concejales y la candidatura de Coalición Canaria encabezada por Francisco Linares García obtuvo 13 concejales con una leve pérdida de votos, por lo que se prevé que será investido alcalde el 17 de junio del presente año.
Las fuerzas extraparlamentarias fueron Vox que con una candidatura compuesta por personas ajenas al municipio lograron un 3,41% de votos, Nueva Canarias que con Miguel López Martínez y su joven equipo apenas lograron 351 votos y el 1,51% total de los votos y por último, Podemos que tras escindirse de Asamblea por La Orotava lograron un pobre resultado con alrededor de un 1% de votos. Ciudadanos optó por no presentarse al consistorio, pese sí haberlo hecho cuatro años antes.

## Concejales electos
Relación de concejales electos:
| N.º | Nombre                           | Lista | Lista                   |
| --- | -------------------------------- | ----- | ----------------------- |
| 1   | Francisco Eulogio Linares García |       | Coalición Canaria       |
| 2   | María Delia Escobar Luis         |       | Coalición Canaria       |
| 3   | Felipe David Benítez Peréz       |       | Coalición Canaria       |
| 4   | María Jesús Alonso Hernández     |       | PSOE                    |
| 5   | Yurena Luis Díaz                 |       | Coalición Canaria       |
| 6   | Ildefonso González Suárez        |       | Partido Popular         |
| 7   | Narciso Antonio Peréz Hernández  |       | Coalición Canaria       |
| 8   | Aida Salazar Hernández           |       | Asamblea por La Orotava |
| 9   | María Belén González Rodríguez   |       | Coalición Canaria       |
| 10  | José Manuel López González       |       | PSOE                    |
| 11  | José Darío Afonso Martín         |       | Coalición Canaria       |
| 12  | Deisy Ramos Cabrera              |       | Coalición Canaria       |
| 13  | Alexis Pacheco Luis              |       | Coalición Canaria       |
| 14  | Otilia Cabrera Lorenzo           |       | Partido Popular         |
| 15  | Virginia Nisamar Ramos Hernández |       | PSOE                    |
| 16  | María Candelaria García Pacheco  |       | Coalición Canaria       |
| 17  | Manuel Pacheco González          |       | Asamblea por La Orotava |
| 18  | Luis Perera González             |       | Coalición Canaria       |
| 19  | Sergio Martín Díaz               |       | Coalición Canaria       |
| 20  | Samuel Mesa Valencia             |       | PSOE                    |
| 21  | Carlos Rodolfo Díaz García       |       | Coalición Canaria       |